# Brauerei Scheidmantel

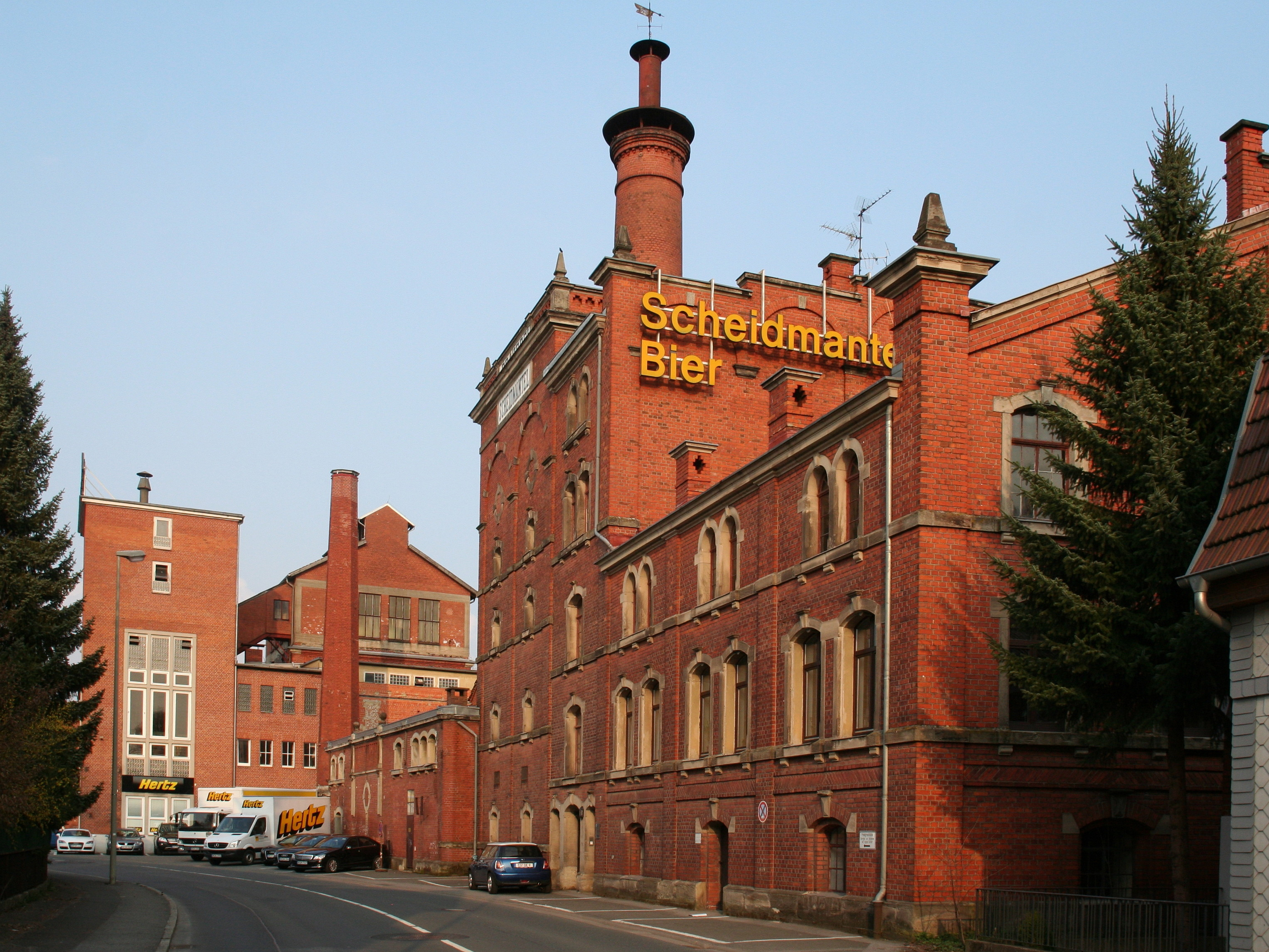
Gebäude der Brauerei Scheidmantel im Coburger Stadtteil Cortendorf (2009)

Die Brauerei Scheidmantel war eine Brauerei im Coburger Stadtteil Cortendorf in Oberfranken (Nordbayern). Die Fabrikgebäude im historistischen Stil in Ziegelbauweise befinden sich in der Rosenauer Straße 98/100; sie stammen aus der Zeit von 1884 bis 1921. Der Brauereibetrieb selbst ist mittlerweile eingestellt; die Biermarke Scheidmantel wird von der Kulmbacher Brauerei weiterhin vermarktet. Das Fabrikensemble steht heute unter Denkmalschutz.

## Chronologische Kurzübersicht der Firmennamen
Das Unternehmen trug im Wandel der Zeit verschiedene Bezeichnungen und Firmennamen:
- 1834: Name unbekannt
- 1849: Brauerei zum Floßwirtshaus Johann Höhn
- 1880: Brauerei zum Floßwirtshaus Johann Heinrich Scheidmantel
- 1914: Brauerei Stephan Scheidmantel
- 1918: Brauerei Anna Scheidmantel
- 1947: Brauerei Hermann Scheidmantel
- 1948: Brauerei Marie Scheidmantel
- 1980: Brauerei Scheidmantel OHG Max Dietzel
- zum Schluss: Brauerei St. Scheidmantel KG

## Geschichte
Heinrich Scheidmantel, ein aus Dietersdorf stammender Metzgermeister und Gastwirt, kaufte 1849 das Floßwirtshaus und die Brauerei mit Mälzerei in Cortendorf. Das Floßwirtshaus war bereits 1782 von Johann Peter Poßeckert errichtet worden; die Brauerei mit Brauhaus und Mälzerei stammte vom Bierbrauer Johann Höhn aus Neustadt bei Coburg, der 1834 das Floßwirtshaus angekauft hatte. Als Gesamtbesitz beim Ankauf durch Heinrich Scheidmantel 1849 ist Folgendes dokumentiert: Zweistöckiges Wirtshaus, Brauhaus, Malzdarre, Fass- und Holzablage, Wagenhalle sowie 1½ Acker landwirtschaftlicher Nutzfläche. Heinrich Scheidmantel ließ 1854 und 1859 Vergrößerungen des Brauhauses ausführen. Zu seiner Zeit hatte die vorhandene Brauerei stets lediglich den Eigenbedarf des angeschlossenen Floßwirtshauses gedeckt. Heinrich Scheidmantel starb 1879.
Sein Sohn Stephan Scheidmantel übernahm das Anwesen 1880. Er betrieb die Expansion des Unternehmens und baute den Betrieb durch die Umstellung von handwerklicher zu industrieller Produktion stetig aus. Die erste dokumentierte Erweiterung fand 1886 statt; hierbei wurde auf Sudhaus und Darre ein Stockwerk aufgesetzt, eine neue massive Malzdarre errichtet, ein Teil des Brauereigebäudes (mit Eiskeller und Malztenne) aufgestockt sowie eine Fass- und Wagenhalle errichtet. 
Stephan Scheidmantel starb 1914. Seine Witwe Anna übernahm die Leitung der Brauerei, es folgte 1918 Sohn Hermann. Dieser konnte den Jahresausstoß auf etwa 45.000 Hektoliter steigern. Das Unternehmen hatte bis zu 50 Mitarbeiter und belieferte fast 100 Gaststätten im Coburger Land und in Südthüringen.  
Nach dem Ableben von Hermann Scheidmantel im Jahr 1946 führte seine Witwe Anna mit der Tochter Nelly die Scheidmantel Brauerei, deren Absatz, insbesondere aufgrund der verlorenen Absatzgebiete in Südthüringen, auf 10.000 Hektoliter gesunken war. Unter der Leitung von Max Dietzel, Nellys Ehemann, wuchs die Brauerei wieder in den 1950er und 1960er Jahren. 1980 übernahm mit Tochter Gabriele Prase und deren Ehemann Holger die nächste Generation die Geschäftsleitung. 1998 begann eine Kooperation mit der Kulmbacher Brauerei; die Immobilien wurden später an einen Investor verkauft und werden seitdem gewerblich genutzt. 
Scheidmantel führte zum Schluss neun Biersorten, dies waren Coburg Pils, Veste Pilsener, Coburg Urhell, Cortendorfer Dunkel, Zwickelbier, Silber Bock, Edel-Weizen, Hefe-Weisse und Blue Bottle. 2002 gründete die Kulmbacher Brauerei das Tochterunternehmen Coburger Brauerei, das die Biersorten Scheidmantel Coburg Pils und Coburger Sturm's Pilsner vertreibt.

## Gebäude

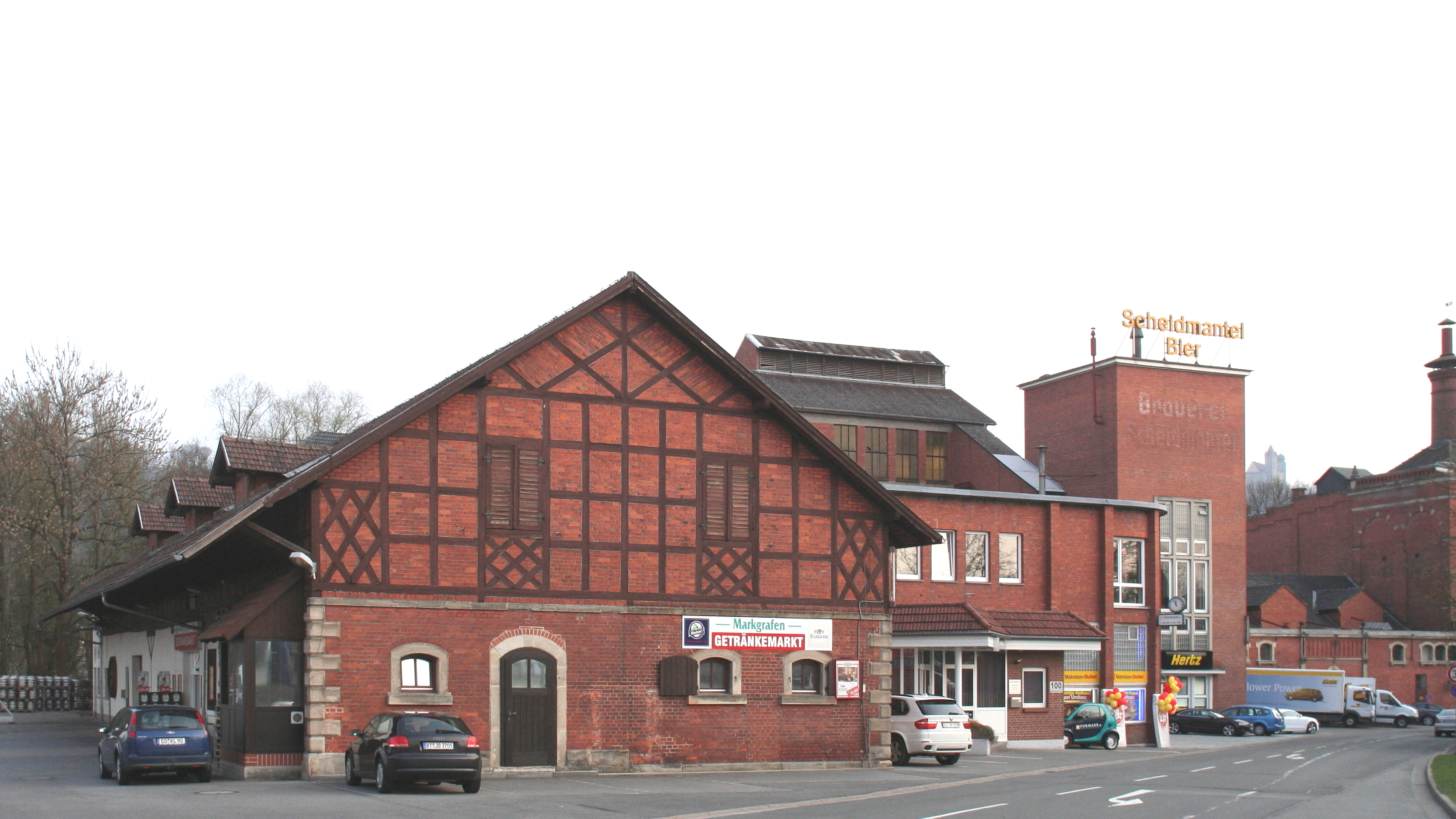
Stallgebäude der Brauerei Scheidmantel

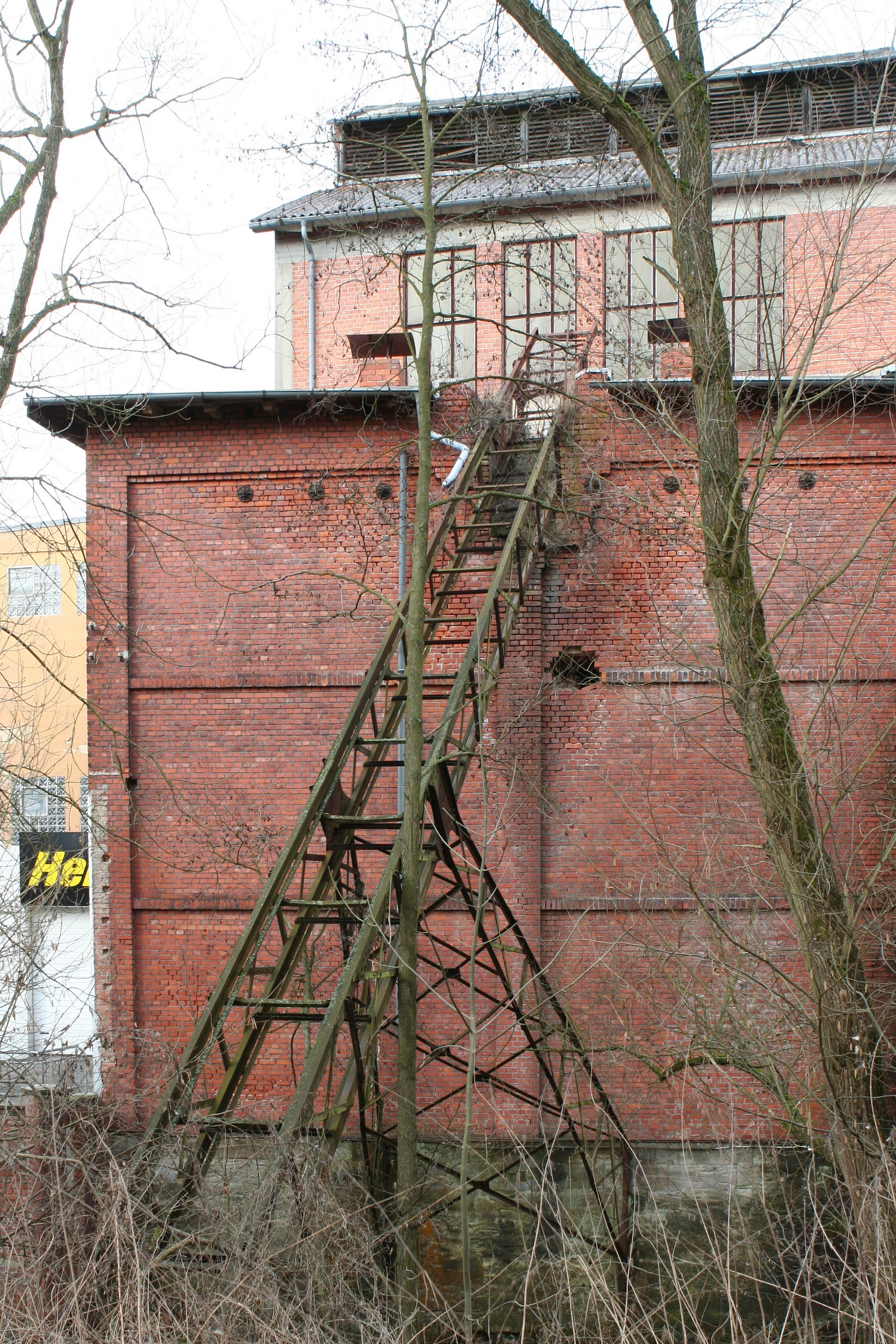
Eisaufzug über der Itz

Der Gebäudekomplex der Brauerei Scheidmantel besteht aus einer Gruppe von historistischen Ziegelbauten, die mit Sandstein gegliedert sind. Sie wurden zwischen 1884 und 1921 von Carl Kleemann, Miller & Hetzel aus München und von Georg Kempf errichtet.
Das Ensemble wird in südöstlicher Richtung von der Itz, in nordwestlicher Richtung von der Rosenauer Straße begrenzt; er stellt sich heute wie folgt dar:
- Am westlichen Ende steht das Gebäude „Mälzerei und Kontor“ aus dem Jahr 1902. Es ist ein dreigeschossiger traufständiger Satteldachbau. Der Ziegelbau ist mit Sandstein gegliedert und besitzt vorwiegend segmentbogige Fenster. Auf der Traufseite ist die Fassade mit Pilastern in drei Felder gegliedert. Im zweiten Obergeschoss sind rundbogige Zwillingsarkaden angebracht. Die Pilasterachsen sind in Kaminen fortgesetzt. Die Gesimsbänder der Fenster laufen als Geschossteilung rundum. Die Giebelseite überragt ein Giebel mit kleinen Turmaufbauten. Zur Straße hin steht das Gebäude auf einem hohen Quadersockel, da das Gelände rückwärtig zur Itz hin ansteigt.
- Das Gebäude „Mälzerei“ ist ein ähnlich dem Gebäude „Mälzerei und Kontor“ gestalteter Ziegelbau, jedoch mit L-förmigem Grundriss, wobei die ausgesparte Fläche von der „Darre“ (siehe nächstes Gebäude) eingenommen wird. Das Bau- und Maschinentechnische Büro Miller & Hetzel aus München hat das Gebäude „Mälzerei“ 1902 errichtet. Das schmale nördliche Fassadenelement (an der Spitze des „L“) ist fünfgeschossig mit Sandsteingliederungen. Das Erdgeschoss wird durch drei Eingänge gegliedert, deren mittlerer der breiteste ist. Die Mälzerei überragt die niedrigeren Bauten nach Osten hin.
- Die vom „L“ des vorgenannten Gebäudes umschlossene „Darre“ wurde 1902, ebenfalls als Ziegelbau mit Sandsteingliederungen, von Carl Kleemann und Georg Kempf errichtet. Mit ihren vier Geschossen überragt sie das fünfgeschossige Gebäude „Mälzerei“. Aus der Darre ragt ein hoher Kamin in Form eines Rundturms mit profiliertem Abschluss und einer doppelten Haube. Die straßenseitige Fassade ist durch zwei Blendbögen, die jeweils eine segmentbogige Fensterachse umrahmen, gegliedert. Die Geschossteilung ist mit Brüstungsbändern hervorgehoben. Den Abschluss des Gebäudes nach oben bildet eine Blindbrüstung mit Eckpfosten und Pyramidenaufsätzen, die hinter dem Kranzgesims etwas zurücktritt.
- Die „Pichlhalle“, 1913 von Georg Kempf errichtet, wurde abgerissen.
- Das „Kesselhaus“ schließt an die Darre an und wurde 1902 als Ziegelbau mit Sandsteingliederungen errichtet. Es ist zweigeschossig und unregelmäßig mit Fenstern versehen. Auf einem mittigen Ornament befindet sich ein Tondo mit vier Keilsteinen; darüber ist ein Ädikularelief mit Ziegelfelderung und zwei Rahmenpilastern aus Sandstein angebracht. Markant ist ein an der Nordostecke stehender achteckiger Kamin auf einem Sandsteinsockel. Zur Ostseite ist die Giebelwand in Fachwerk mit Ziegelausfachungen ausgeführt.
- Die „Malztenne“ wurde 1884 errichtet; sie steht hinter dem Kesselhaus. Es ist ein eingeschossiger traufständiger Satteldachbau. Nach Abbruch des anschließenden ehemaligen Sudhauses, das gleichzeitig errichtet worden war, steht die Giebelwand nach Nordosten hin offen sichtbar. Auf der Südseite wird das Satteldach durch zwei große Gauben aus Fachwerk aufgelockert.
- Das Gebäude „Malztenne mit Haferboden“ wurde 1902 von Carl Kleemann erbaut; es schließt die zur Itz hin noch bestehende Lücke. Zum Flussufer hin steht das zweigeschossige Ziegelgebäude auf einem Quadermauersockel. Es ist mit Segmentbogenfenstern sowie einem dreiachsigen vorgebauten Erker ausgestattet.
- Ein Sudhaus von 1884 wurde abgerissen.
- Die Eislagerkeller wurden 1884, 1890, 1894 und 1899 von Carl Kleemann, 1907 und 1935 von Georg Kempf erbaut. Sie bilden ein großes Ensemble. Ein Teil des Eislagerkellers von 1884 bis 1889 wurde abgerissen. Der westliche Eiskeller wurde 1889 aufgestockt und 1951 in nördlicher Richtung erweitert. Die Flanken der Eislagerkeller zur Itz hin sind mit Lisenen und Gesimsen gegliedert.
- Eine Flaschenkelleranlage wurde 1959 an Stelle von älteren Stallgebäuden errichtet. Diese älteren Stallungen waren von Carl Eckardt 1890 sowie von Carl Kleemann 1890 und 1900 errichtet worden. Durch den Umbau 1989 und eine Instandsetzungsmaßnahme nach der Aufgabe der Brauerei wurde das Gebäude der Flaschenkelleranlage umgestaltet, teils zu Bürozwecken.
- Der Stall, der nach einem Brand 1921 von Emil Eichhorn im Auftrag von Hermann Scheidmantel wieder errichtet wurde, bildet nach Osten hin den Abschluss des Ensembles. Der zweigeschossige Ziegelbau mit Satteldach und den für das ganze Ensemble typischen Sandsteingliederungen weist barocke Formen mit kleinen Segmentbogenfenstern auf und besitzt Ladefenster und Ladeluken in Form von Hausgauben.
- Eine 1907 errichtete Wagenhalle wurde nach Abriss durch einen Neubau ersetzt. Weitere kleinere Gebäude wurden wegen eines Supermarktes mit Parkflächenbedarf abgerissen.
- Nach zweieinhalbjähriger Sanierungszeit waren 2018 in der früheren Mälzerei Wohn- und Gewerbeeinheiten entstanden. Das Maschinen- und Kesselhaus wurde abgebrochen. Nur zwei Außenwände zur Itz und zur Straße blieben stehen.
- In einem zweiten Bauabschnitt werden die jüngeren Eishallen und Bierlagerkeller abgebrochen und durch einen Wohnungsneubau ersetzt. Im Dachgeschoss der nördlichen, älteren Eishalle entstehen zwei Wohnungen. Der Sudhausturm samt Anbau mit den Kupferkesseln und dem ehemaligen Braumeisterbüro wird saniert.